# Loré
Pour l'ancienne ville arménienne, voir Loré (Arménie).
Pour Les vestiges du château de naissance d'Ambroise de Loré, voir Chapelle et enceinte fortifiée de Loré.
Pour Ambroise de Loré compagnon de Jeanne d'Arc et prévost de Paris, voir Ambroise de Loré.
Pour les articles ayant des titres homophones, voir Loret et Lorey.
Loré est une ancienne commune française, située dans le département de l'Orne en région Normandie, devenue le 1er janvier 2016 une commune déléguée au sein de la commune nouvelle de Juvigny Val d'Andaine.
Elle est peuplée de 178 habitants.

## Géographie
- Pays du Domfrontais et du Passais, dans le Bocage normand.

## Toponymie
Le nom de la localité est attesté sous les formes Loyré en 1237, Loéré en 1330 .
Le toponyme serait issu de l'anthroponyme gallo-roman *Laurius ou gaulois Laurus et du suffixe -acum (francisé en -é).

## Histoire
L'histoire de Loré se confond pour une large part avec l'histoire du Passais. 
L'existence du gué à cet emplacement explique la présence de vestiges archéologiques de toute époque à proximité.

### Préhistoire

#### Néolithique
Quelques éclats de silex, une lame en silex, un grattoir ainsi qu'un fragment de hache en dolérite à l’état d’ébauche ont été trouvés
.

#### Âge du bronze
Deux céramiques et un outil en grès datant de cette époque ont été trouvés
.

### Antiquité
De cette période il reste peu de traces, si ce n'est quelques indices qui attestent qu'une voie romaine reliant les deux cités gallo-romaines de Jublains (capitale des Diablintes) et de Vieux (capitale des Viducasses) traversait la région. Quelques traces archéologiques comme des tronçons de voies antiques ou des monnaies romaines ont notamment été trouvées au lieu-dit du Gué de Loré où cette voie traversait la Mayenne.
On note aussi la présence d'un système de fossés formant un enclos partitionné d'une superficie de 2 600 m2, ainsi que quelques traces de céramique, de verres et de tegula au lieu dit de la Leudrie
.
Le Gué de Loré pourrait ainsi être le plus ancien site urbain du Passais datant du Ier siècle 48° 28′ 17″ N, 0° 34′ 44″ O

.
Ce premier village de Loré aurait ensuite disparu avant le Ve siècle
.

### Moyen Âge

#### Haut Moyen Âge
Des vestiges du VIIIe siècle-IXe siècle ont aussi été retrouvés: des traces d'habitat, des restes céramiques, une fusaïole, ainsi qu'un polissoir en grès
.

#### Intégration au domaine royal
En 1227, le chevalier Hamelin, puis à la fin du siècle, Jehan de Mondamer, sont seigneur de Sept-Forges et donc aussi de Loré qui en dépend.
En 1346, Pierre de Boullay qui est prètre, est seigneur de Sept-Forges.
En 1370, Brient de Chateaubriant (illustres et anciennes familles de Bretagne) hérite de Pierre de Boullay son oncle et rend aveu au comte d'Alençon pour la terre de Sept-Forges: Loré, Bretignolles, Le Housseau, Sainte-Marie du Bois, Rennes, Melleray, Saint-Front, Saint-Bomer, Lonlay, Ceaulcé et Juvigny...
En 1470, René de Chauvigné hérite de la seigneurie de Sept-Forges.

### Temps modernes
En 1533, Christophe de Chauvigné, seigneur de Sept-Forges, établit dans la paroisse de Loré la fondation de la chapelle dite des Moulineaux (du nom du moulin en ce lieu).
En 1626, Arnault de Beauville, seigneur de l'Estelle, nommé gouverneur de Mayenne puis de Domfront par Henri IV en 1590, habite le bourg même de Loré sur ses vieux jours, près du manoir de Cheviers détenu par son fils René de Beauville .
En 1635, Charles III de Royers, est seigneur de Sept-Forges et de Loré.
En 1729, Jacques Pitard, seigneur de Loré, fait construire un passage en grosses pierres plates en aval de la chaussée du gué de Loré .
En 1777,  la population s'élève alors à environ 500 habitants de plus de 12 ans. L'activité agricole dépend principalement de la production de seigle, d'avoine et de sarrasin. La cure procure un revenu de 700 livres. La seigneurie de paroisse appartient au comte de la Brisolière.

## Politique et administration
| Période                                  | Période  | Identité          | Étiquette | Qualité             |
| ---------------------------------------- | -------- | ----------------- | --------- | ------------------- |
|                                          |          |                   |           |                     |
| ca 1896                                  |          | Constant Legentil |           |                     |
|                                          |          |                   |           |                     |
| (avant 2001)                             | En cours | Bernard Moreau    | SE        | Technico-commercial |
| Les données manquantes sont à compléter. |          |                   |           |                     |

## Démographie
En 2021, la commune comptait 178 habitants. Depuis 2004, les enquêtes de recensement dans les communes de moins de 10 000 habitants ont lieu tous les cinq ans (en 2006, 2011, 2016, etc. pour Loré) et les chiffres de population municipale légale des autres années sont des estimations.
| 1793 | 1800 | 1806 | 1821 | 1831 | 1836 | 1841 | 1846 | 1851 |
| ---- | ---- | ---- | ---- | ---- | ---- | ---- | ---- | ---- |
| 677  | 688  | 470  | 551  | 513  | 565  | 532  | 527  | 543  |

| 1856 | 1861 | 1866 | 1872 | 1876 | 1881 | 1886 | 1891 | 1896 |
| ---- | ---- | ---- | ---- | ---- | ---- | ---- | ---- | ---- |
| 524  | 531  | 542  | 482  | 480  | 501  | 449  | 439  | 438  |

| 1901 | 1906 | 1911 | 1921 | 1926 | 1931 | 1936 | 1946 | 1954 |
| ---- | ---- | ---- | ---- | ---- | ---- | ---- | ---- | ---- |
| 435  | 414  | 385  | 322  | 292  | 286  | 291  | 258  | 285  |

| 1962 | 1968 | 1975 | 1982 | 1990 | 1999 | 2006 | 2011 | 2016 |
| ---- | ---- | ---- | ---- | ---- | ---- | ---- | ---- | ---- |
| 239  | 216  | 180  | 158  | 160  | 159  | 161  | 146  | 177  |

| 2019 | - | - | - | - | - | - | - | - |
| ---- | - | - | - | - | - | - | - | - |
| 173  | - | - | - | - | - | - | - | - |

## Lieux et monuments
- Église Saint-Maurice.
- Monument aux morts.
- La Piquetière, motte plantée de hêtres[16].
- Ancien gué de Loré sur la voie romaine de Jublains à Vieux, site archéologique.